# Vilmos Kőfaragó-Gyelnik
Vilmos Kőfaragó-Gyelnik (ur. 30 marca 1906 w Budapeszcie, zm. 15 marca 1945 w Amstetten) – węgierski botanik, mykolog i lichenolog.

## Życiorys
W 1924 r. wstąpił na Wydział Humanistyczny Katolickiego Uniwersytetu Petera Pazmana. Przed uzyskaniem doktoratu w 1929 roku na Uniwersytecie w Budapeszcie spędził rok w Kairze, pomagając w organizacji muzeum botanicznego. W 1930 r. podjął pracę w Węgierskim Muzeum Narodowym, gdzie był kustoszem zbiorów porostów. 30 maja 1930 r. ożenił się Theresą Hofflinger, z którą miał syna w 1932 r. Gyelnik utrzymywał przyjacielską korespondencję z amerykańskim lichenologiem-amatorem Charlesem Christianem Plittem przez kilka lat, aż do śmierci Plitta w 1933 r. W latach 30. Gyelnik dodał do swojego nazwiska węgierski człon Kőfaragó (co oznacza „kamieniarz”). W 1942 r. został kierownikiem działu botanicznego muzeum. Zginął w wieku 39 lat w Austrii podczas bombardowania stacji kolejowej w Amstetten przez lotnictwo alianckie.

## Praca naukowa
W latach 1926–1945 Gyelnik opublikował około 100 prac naukowych poświęconych opisowi porostów na Węgrzech, w Argentynie, Japonii i Oregonie. Zaproponował setki nowych nazw, szczególnie w rodzajach Alectoria, Nephroma, Parmelia i Peltigera. Jego praca spotykała się z krytyką naukowców, którzy uważali, że publikuje zbyt pochopnie. Według Masona Hale'a Gyelnik „rozwścieczył lub przynajmniej zantagonizował praktycznie każdego współczesnego lichenologa”. 
W naukowych nazwach utworzonych przez niego taksonów dodawane jest skrót jego nazwiska Gyeln. Uhonorowano go jego nazwiskiem nazywając niektóre gatunki porostów: Verrucaria gyelnikii Servít, Polyblastia gyelnikiana Servít, Thelidium gyelnikii Servít, Parmelia gyelnikii C.W.Dodge, Psorotichia gyelnikii S.Y. Kondr., Lőkös & Hur.